# Apostolisk præfektur
Et apostolisk prefektur er en organisationsstruktur i den romerskkatolske kirke. Den anvendes i missionsområder, hvor den katolske kirke ikke er stor nok til at have sit eget stift og dannes fra missioner sui iuris, hvis antallet af troende tilsiger dette. Et apostolisk præfektur kan efterfølgende ophøjes til apostolisk vikariat.
Et apostolisk præfektur ledes af en apostolisk præfekt, der sædvanligvis er en præst der ikke er bispeviet, skønt det af og til er forekommet at vedkommende er blevet udnævnt til titulærbiskop.
Apostoliske præfekturer findes i dag kun i den del af den katolske kirke, der anvender latinsk ritus. Før 1896 fandtes de også indenfor østkirkerne, men den nomenklature blev afskaffet af pave Leo XIII.
På verdensplan har den katolske kirke (per 2010) 39 apostoliske præfekturer, hvoraf 29 (alle vakante) befinder sig i Folkerepublikken Kina – et land hvor Vatikanet ikke har kunnet foretage officielle territorielle strukturændringer siden 1949.